# ガンマ分布
確率論および統計学において、ガンマ分布 (ガンマぶんぷ、英: gamma distribution) は連続確率分布の一種である。その性質は形状母数 k、尺度母数 θ の2つの母数で特徴づけられる。主に信頼性工学における電子部品の寿命分布や通信工学におけるトラフィックの待ち時間分布に応用される。また所得分布にも応用される。

## 定義と性質
ガンマ分布は、確率密度関数が形状母数 k > 0, 尺度母数 θ > 0 を用いて
{\displaystyle f(x)={\frac {1}{\Gamma (k)\,\theta ^{k}}}x^{k-1}e^{-x/\theta }\ \ \ \ \mathrm {for\ } x>0}
で定義される分布である。ここで、Γ(k) はガンマ関数である。
等価な定義として、パラメータ λ = 1/θ を用いて次のように表されることもある。
{\displaystyle f(x)={\frac {\lambda ^{k}}{\Gamma (k)}}x^{k-1}e^{-\lambda x}\ \ \ \ \mathrm {for\ } x>0}
このとき、ガンマ分布の累積分布関数は次のように表される。
{\displaystyle F(x)=\int _{0}^{x}f(u)\,du={\frac {\gamma (k,x/\theta )}{\Gamma (k)}}={\frac {\gamma (k,\lambda x)}{\Gamma (k)}}}
ここで γ は不完全ガンマ関数である。

### 平均・分散
ガンマ分布の確率変数を X とするとき、平均 E(X) および分散 V(X) は次のように表される。
{\displaystyle E(X)=k\theta ={\frac {k}{\lambda }}}
{\displaystyle V(X)=k\theta ^{2}={\frac {k}{\lambda ^{2}}}}

### 特性関数
ガンマ分布の確率変数を X とするとき、特性関数 φX(t) は
{\displaystyle \phi _{X}(t)=E(e^{iXt})={\frac {1}{(1-i\,\theta \,t)^{k}}}=\left({\frac {\lambda }{\lambda -it}}\right)^{k}}
で与えられる。
これはパラメータ（平均）θ とする指数分布の特性関数を k 乗したものに一致する。このことは、特に k を整数としたときに、パラメータ θ の指数分布に従う k 個の確率変数が独立であるとき、その和が形状母数 k、尺度母数 θ のガンマ分布に従うことを表している。

### 再生性
ガンマ分布は再生性を有する。すなわち、パラメータに形状母数 k1 と尺度母数 θ を持つガンマ分布の確率変数を X1、パラメータに形状母数 k2 と尺度母数 θ を持つガンマ分布の確率変数を X2 とするとき、確率変数の和 X1 + X2 は、形状母数 k1 + k2、尺度母数 θ のガンマ分布に従う。

## 他の分布との関係
以下の分布はガンマ分布の特別な場合である。
指数分布
特に k = 1 である場合、このガンマ分布は尺度母数（平均値）を θ とする指数分布に帰着する。
アーラン分布
k が整数である場合、このガンマ分布はアーラン分布に帰着する。また、尺度母数（平均値）に θ を持つ互いに独立な n 個の指数分布の和は、パラメータに形状母数 n と尺度母数 θ を持つガンマ分布（アーラン分布）となる。
カイ二乗分布
k = n/2 (n = 1, 2, …) かつ θ = 2 である場合、ガンマ分布は自由度 n のカイ二乗分布に帰着する。